# Montréal-Ouest

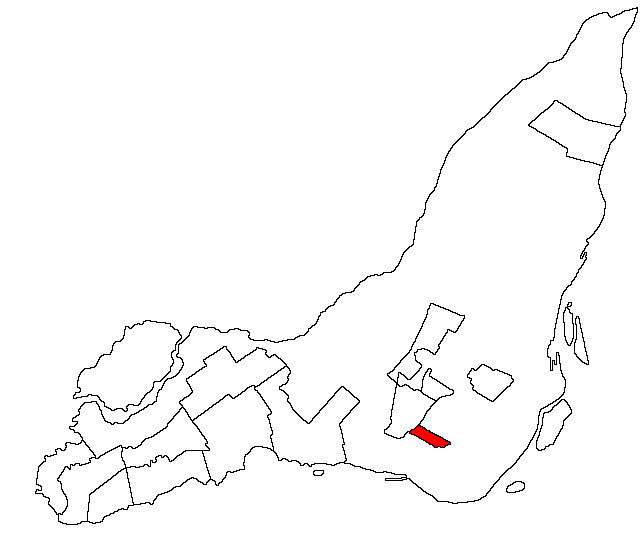
Montréal-Ouest na mapie wyspy Île de Montréal

Montréal-Ouest (ang. Montreal West) – miasto w Kanadzie, w prowincji Quebec, w regionie Montreal. Leży w obszarze metropolitarnym Montrealu.

## Demografia
Liczba mieszkańców Montréal-Ouest wynosi 5 184. Język angielski jest językiem ojczystym dla 66,4%, francuski dla 14,4% mieszkańców (2006).